# Mistrzostwa Świata w Lekkoatletyce 2017 – rzut młotem mężczyzn
Rzut młotem mężczyzn – jedna z konkurencji technicznych rozgrywanych podczas lekkoatletycznych mistrzostw świata na Stadionie Narodowym w Pekinie.
Rywalizacja zaliczana była do IAAF Hammer Throw Challenge.
Tytuł mistrzowski po raz kolejny obronił Paweł Fajdek. Tak jak przed dwoma laty trzecie miejsce zdobył Wojciech Nowicki.

## Terminarz
| Data        | Godzina |            |
| ----------- | ------- | ---------- |
| 9 sierpnia  | 19:20   | Eliminacje |
| 11 sierpnia | 20:30   | Finał      |

## Rekordy
Tabela prezentuje rekord świata, rekordy poszczególnych kontynentów, mistrzostw świata, a także najlepszy rezultat na świecie w sezonie 2017 przed rozpoczęciem mistrzostw.
|                                                | Zawodnik                | Wynik | Miejsce   | Data                  |
| ---------------------------------------------- | ----------------------- | ----- | --------- | --------------------- |
| Rekord świata                                  | Jurij Siedych           | 86,74 | Stuttgart | 30 sierpnia 1986(dts) |
| Rekord mistrzostw świata                       | Iwan Cichan             | 83,86 | Helsinki  | 8 sierpnia 2005(dts)  |
| Listy światowe                                 | Paweł Fajdek            | 83,44 | Ostrawa   | 27 czerwca 2017(dts)  |
| Rekord Afryki                                  | Mostafa Hicham Al-Gamal | 81,27 | Kair      | 21 marca 2014(dts)    |
| Rekord Ameryki Południowej                     | Wagner Domingos         | 78,63 | Celje     | 19 czerwca 2016(dts)  |
| Rekord Ameryki Północnej, Środkowej i Karaibów | Lance Deal              | 82,52 | Mediolan  | 7 września 1986(dts)  |
| Rekord Australii i Oceanii                     | Stuart Rendell          | 79,29 | Varaždin  | 6 lipca 2002(dts)     |
| Rekord Azji                                    | Kōji Murofushi          | 84,86 | Praga     | 29 czerwca 2003(dts)  |
| Rekord Europy                                  | Jurij Siedych           | 86,74 | Stuttgart | 30 sierpnia 1986(dts) |

## Minima kwalifikacyjne
Aby zakwalifikować się do mistrzostw, należało wypełnić minimum kwalifikacyjne wynoszące 76,00 (uzyskane w okresie od 1 października 2016 do 23 lipca 2017), z uwagi na małą liczbę zawodników z minimum, kolejnych lekkoatletów zaproszono do występu w mistrzostwach na podstawie lokat na listach światowych.

## Rezultaty

### Eliminacje
Awans: 75.50 (Q) lub 12 najlepszych rezultatów (q).
| Pozycja | Grupa | Zawodnik               | Państwo                            | Runda | Runda | Runda | Wynik | Uwagi |
| Pozycja | Grupa | Zawodnik               | Państwo                            | 1     | 2     | 3     | Wynik | Uwagi |
| ------- | ----- | ---------------------- | ---------------------------------- | ----- | ----- | ----- | ----- | ----- |
| 1       | B     | Wojciech Nowicki       | Polska                             | 76,85 |       |       | 76,85 | Q     |
| 2       | A     | Paweł Fajdek           | Polska                             | 71,43 | 76,82 |       | 76,82 | Q     |
| 3       | A     | Quentin Bigot          | Francja                            | 76,11 |       |       | 76,11 | Q     |
| 4       | A     | Pawieł Barejsza        | Białoruś                           | x     | 74,07 | 75,98 | 75,98 | Q     |
| 5       | A     | Bence Halász           | Węgry                              | 75,56 |       |       | 75,56 | Q     |
| 6       | A     | Dilszod Nazarow        | Tadżykistan                        | x     | 75,54 |       | 75,54 | Q     |
| 7       | A     | Nick Miller            | Wielka Brytania                    | 75,52 |       |       | 75,52 | Q     |
| 8       | A     | Ołeksij Sokyrski       | Autoryzowani lekkoatleci neutralni | 75,50 |       |       | 75,50 | Q     |
| 9       | B     | Serghei Marghiev       | Mołdawia                           | 75,18 | 73,41 | 74,96 | 75,18 | q     |
| 10      | B     | Walerij Pronkin        | Autoryzowani lekkoatleci neutralni | 74,11 | 73,75 | 75,09 | 75,09 | q     |
| 11      | A     | Özkan Baltacı          | Turcja                             | 74,69 | 74,16 | 74,46 | 74,69 | q     |
| 12      | A     | Marco Lingua           | Włochy                             | 74,41 | x     | x     | 74,41 | q     |
| 13      | B     | Marcel Lomnický        | Słowacja                           | 74,26 | 73,35 | x     | 74,26 |       |
| 14      | B     | Krisztián Pars         | Węgry                              | 74,08 | x     | 73,36 | 74,08 |       |
| 15      | A     | David Söderberg        | Finlandia                          | 73,76 | x     | x     | 73,76 |       |
| 16      | B     | Eşref Apak             | Turcja                             | 73,55 | x     | x     | 73,55 |       |
| 17      | A     | Siergiej Litwinow      | Autoryzowani lekkoatleci neutralni | 73,32 | 73,48 | 73,36 | 73,48 |       |
| 18      | B     | Zachar Machrosienka    | Białoruś                           | x     | 72,58 | x     | 72,58 |       |
| 19      | A     | Allan Wolski           | Brazylia                           | x     | x     | 72,51 | 72,51 |       |
| 20      | B     | Alex Young             | Stany Zjednoczone                  | x     | 72,07 | 70,93 | 72,07 |       |
| 21      | B     | Chris Bennett          | Wielka Brytania                    | x     | 72,05 | 69,12 | 72,05 |       |
| 22      | B     | Siarhiej Kałamojec     | Białoruś                           | 71,90 | 68,97 | x     | 71,90 |       |
| 23      | B     | Aszraf Amdżad as-Sajfi | Katar                              | 71,87 | x     | 71,00 | 71,87 |       |
| 24      | B     | Wagner Domingos        | Brazylia                           | x     | 69,59 | 71,69 | 71,69 |       |
| 25      | A     | Serhij Reheda          | Ukraina                            | 70,03 | 71,10 | 71,53 | 71,53 |       |
| 26      | B     | Diego Del Real         | Meksyk                             | 68,10 | 70,72 | 71,29 | 71,29 |       |
| 27      | A     | Hilmar Örn Jónsson     | Islandia                           | 71,12 | x     | x     | 71,12 |       |
| 28      | B     | Michail Anastasakis    | Grecja                             | 70,94 | 70,93 | 69,95 | 70,94 |       |
| 29      | A     | Mohamed Mahmoud Hassan | Egipt                              | x     | x     | 69,92 | 69,92 |       |
| 30      | B     | Simone Falloni         | Włochy                             | x     | 69,90 | x     | 69,90 |       |
| 31      | A     | Rudy Winkler           | Stany Zjednoczone                  | 68,77 | x     | 68,88 | 68,88 |       |
| 32      | B     | Kibwe Johnson          | Stany Zjednoczone                  | 68,86 | x     | 68,81 | 68,86 |       |

### Finał
| Pozycja | Zawodnik         | Państwo                            | Runda | Runda | Runda | Runda | Runda | Runda | Wynik | Uwagi |
| Pozycja | Zawodnik         | Państwo                            | 1     | 2     | 3     | 4     | 5     | 6     | Wynik | Uwagi |
| ------- | ---------------- | ---------------------------------- | ----- | ----- | ----- | ----- | ----- | ----- | ----- | ----- |
| 01 !    | Paweł Fajdek     | Polska                             | x     | 77,09 | 79,73 | 79,81 | 79,40 | x     | 79,81 |       |
| 02 !    | Walerij Pronkin  | Autoryzowani lekkoatleci neutralni | 77,00 | 77,20 | 75,71 | 76,25 | 77,98 | 78,16 | 78,16 |       |
| 03 !    | Wojciech Nowicki | Polska                             | 76,36 | 76,54 | 78,03 | 76,19 | x     | x     | 78,03 |       |
| 4       | Quentin Bigot    | Francja                            | 77,05 | 76,26 | 77,46 | 77,67 | x     | 76,87 | 77,67 |       |
| 5       | Ołeksij Sokyrski | Autoryzowani lekkoatleci neutralni | 76,22 | 77,50 | 77,15 | x     | x     | x     | 77,50 | SB    |
| 6       | Nick Miller      | Wielka Brytania                    | x     | 75,78 | 77,31 | x     | 76,16 | x     | 77,31 |       |
| 7       | Dilszod Nazarow  | Tadżykistan                        | 76,33 | 77,22 | 75,36 | 76,01 | 77,14 | 74,91 | 77,22 |       |
| 8       | Serghei Marghiev | Mołdawia                           | 75,40 | 75,87 | 75,80 | 75,85 | 74,57 | x     | 75,87 |       |
| 9       | Pawieł Barejsza  | Białoruś                           | 74,35 | 75,86 | x     |       |       |       | 75,86 |       |
| 10      | Marco Lingua     | Włochy                             | 69,64 | 75,13 | x     |       |       |       | 75,13 |       |
| 11      | Bence Halász     | Węgry                              | 70,89 | x     | 74,45 |       |       |       | 74,45 |       |
| 12      | Özkan Baltacı    | Turcja                             | 73,17 | 72,90 | 74,39 |       |       |       | 74,39 |       |